# Saison 2015-2016 du FC Porto
 (juillet 2015).
Chronologie
Saison précédente Saison suivante
La saison 2015-2016 du FC Porto voit le club disputer trois compétitions nationales, la Primeira Liga, la Coupe du Portugal, la Coupe de la Ligue et deux européennes, la Ligue des champions puis la Ligue Europa. Troisième du championnat derrière Benfica et le Sporting, il est battu en finale de Coupe du Portugal, battu par le Sporting Braga, et éliminé en Coupe de la ligue.
Sur la scène européenne, le club participe à la phase de poule de la Ligue des champions où il termine troisième de son groupe derrière Chelsea FC et le Dynamo Kiev. Reversé en seizièmes de finale de la Ligue Europa, il est éliminé à ce niveau par le Borussia Dortmund.
L'équipe B du club, remporte le titre de Segunda Liga, deuxième niveau de championnat au Portugal.

## Contexte
Après une saison honorable en finissant deuxième du championnat portugais et en perdant qu'en quart de finale de la ligue des champions (défaite 7-4 face au Bayern Munich), le club portugais aborde cette nouvelle saison avec l'ambition d'aller encore plus loin.

## Maillots
Les maillots sont cette année réalisé par l'équipementier New Balance (Warrior Sports étant une filiale de cette dernière). Celui des matchs à domicile reste très fidèle au maillot historique (bandes bleues et blanches). Quant au maillot extérieur, le club portugais a opté pour la couleur marron avec une rayure horizontale bleue. Les supporters restent très sceptique quant aux messages publié sur les célèbres réseaux sociaux après que le club ait dévoilé les maillots. Le président, Pinto da Costa, explique ce choix par une symbolisation d'une future saison « différente » des précédentes. Enfin, le troisième maillot est entièrement blanc avec quelques touches bleu ciel.

## Présaison
Les joueurs du FC Porto, retourne aux entraînements le 6 juillet afin de préparer les matchs amicaux (surtout en Allemagne, avec notamment la Colonia Cup) et la saison à venir.

### Transferts estival
Le club portugais continue sur un réseau de recrutement semblable à l'année précédente, c'est-à-dire, miser sur des jeunes confirmés jouant dans des clubs de seconde zone. Avec l'influence de Julen Lopetegui, le coach espagnol, le FC Porto réalise un des plus gros coups du transfert estival en recrutant le gardien emblématique du Real Madrid : Iker Casillas. Un transfert marqué par ses 25 ans de loyaux services à la « Casa Blanca » et par un transfert gratuit tout en payant une infime partie du salaire de l'international espagnol.
Avec l'achat de Gianelli Imbula pour 20 millions d'euros à l'Olympique de Marseille, deuxième transfert entrant du club derrière les 22 millions du  Brésilien Hulk en 2008. Selon la presse portugaise, la prime de 2 millions d'euros aux représentants du joueur font passer ce transfert en tête des transferts des dragões.
Et les dragões enchaînent les coups médiatiques : après Iker Casillas, c'est autour de Maxi Pereira qui signe avec Porto alors qu'il venait de passer huit saisons chez le rival le Benfica Lisbonne.
| Nom              | Nationalité | Poste             | Transfert                | Provenance/Destination | Division             | Notes |
| ---------------- | ----------- | ----------------- | ------------------------ | ---------------------- | -------------------- | --- |
| Arrivées         |             |                   |                          |                        |                      | |
| Alberto Bueno    | Espagne     | Attaquant         | Gratuit (fin de contrat) | Rayo Vallecano         | Liga BBVA            | |
| André André      | Portugal    | Milieu de terrain | 1,5M€                    | Vitoria de Guimaraes   | Liga ZON             | |
| Giannelli Imbula | France      | Milieu de terrain | 20M€                     | Olympique de Marseille | Ligue 1              | |
| Danilo Pereira   | Portugal    | Milieu de terrain | 2M€                      | CS Marítimo            | Liga ZON             | |
| Iker Casillas    | Espagne     | Gardien de but    | Gratuit                  | Real Madrid            | Liga BBVA            | Le Real Madrid prendra en charge une partie du salaire du joueur. Le joueur obtient un contrat de deux ans plus une année en option. |
| Sérgio Oliveira  | Portugal    | Milieu de terrain | Fin de prêt (1M€)        | Paços de Ferreira      | Liga ZON             | |
| Silvestre Varela | Portugal    | Attaquant         | Fin de prêt              | Parme FC               | Série A              | |
| Maxi Pereira     | Uruguay     | Défenseur         | Gratuit (fin de contrat) | Benfica Lisbonne       | Liga ZON             | |
| Aly Cissokho     | France      | Défenseur         | Prêt                     | Aston Villa            | Premier League       | |
| Départs          |             |                   |                          |                        |                      | |
| Alex Sandro      | Brésil      | Défenseur         | 25M€                     | Juventus Football Club | Série A              | |
| Sinan Bolat      | Turquie     | Gardien           | Prêt                     | Club Bruges KV         | Jupiler Pro League   | |
| Ricardo Quaresma | Portugal    | Milieu de terrain | 1,2M€                    | Beşiktaş JK            | Süper Lig            | |
| Danilo           | Brésil      | Défenseur         | 31,5M€                   | Real Madrid            | Liga BBVA            | |
| Jackson Martínez | Colombie    | Attaquant         | 35M€                     | Atlético Madrid        | Liga BBVA            | |
| Tozé             | Portugal    | Milieu de terrain | 1,5M€                    | Vitoria Guimarães      | Liga ZON             | Le FC Porto reste avec 50 % des droits économiques du joueur                                                                         |
| Carlos Eduardo   | Brésil      | Milieu de terrain | 7M€                      | Al-Hilal Football Club | Saudi Premier League | |
| Kléber           | Brésil      | Attaquant         | 3M€                      | Beijing Guoan          | Chinese Super League | |
| Fabiano Freitas  | Brésil      | Gardien           | Prêt                     | Fenerbahçe             | Süper Lig            | Avec option d'achat |
| Josué            | Portugal    | Milieu de terrain | Prêt                     | Bursaspor              | Süper Lig            | 2e saison en prêt |
| Abdoulaye Ba     | Sénégal     | Défenseur         | Prêt                     | Fenerbahçe             | Süper Lig            | |
| Nabil Ghilas     | Algérie     | Attaquant         | Prêt                     | Levante                | Liga Adelante        | |
| Andrés Fernández | Espagne     | Gardien de but    | Prêt                     | Granada CF             | Liga BBVA            | |
| Diego Reyes      | Mexique     | Défenseur         | Prêt                     | Real Sociedad          | Liga BBVA            | |
| Casemiro         | Brésil      | Milieu            | Fin de prêt (7,5M€)      | Real Madrid            | Liga BBVA            | Le FC Porto gagne 7,5M€ par le rachat du joueur de la part du club espagnol.                                                         |
| Óliver Torres    | Espagne     | Milieu de terrain | Fin de prêt              | Atlético Madrid        | Liga BBVA            | |
| José Campaña     | Espagne     | Milieu de terrain | Fin de prêt              | Sampdoria Gênes        | Série A              | |

| Nombre de joueurs | Prix total | Transfert le plus important | Classement mondial | Référence |
| ----------------- | ---------- | --------------------------- | ------------------ | --------- |
| Arrivées          |            |                             |                    |           |
| 9                 | 24,5M€     | Gianelli Imbula (20M€)      | 16e                | [ 20 ]    |
| Départs           |            |                             |                    |           |
| 17                | 111,7M€    | Jackson Martínez (35M€)     | 1er                | [ 20 ]    |
| Plus-value        |            |                             |                    |           |
| 26                | + 87,2M€   | Jackson Martínez (35M€)     | 2e                 | [ 20 ]    |

### Matchs de présaison
| Amical                | Fortuna Sittard | 1 - 5 | FC Porto                                                                                            | Offermans Joosten-stadion (Sittard, Pays-Bas) |  |
| 15 juillet 2015 18H00 | 14e Hulten      | (1-4) | 2e André Silva · 8e Silvestre Varela (pen) · 25e André Silva · 29e André André · 88e Yacine Brahimi |                                               |  |

| Amical                | MSV Duisbourg | 0 - 2 | FC Porto                        | Schauinsland-Reisen-Arena (Duisburg, Allemagne) |                     |
| 18 juillet 2015 18H00 |               | (0-0) | 61e Yacine Brahimi · 64eHernâni | Spectateurs : 7 020                             | Spectateurs : 7 020 |

| Amical                | Borussia Mönchengladbach | 2 - 1 | FC Porto | Stadion im Borussia-Park (Mönchengladbach, Allemagne) |
| 24 juillet 2015 19H00 |                          |       |          |                                                       |

| Amical                | Schalke 04 | 0 - 0 | FC Porto | Heidewalstadion (Gütersloh, Allemagne) |
| 27 juillet 2015 18H00 |            |       |          |                                        |

| Colonia Cup         | Valencia FC | 0 - 0 (pen. 4-5) | FC Porto | RheinEnergieStadion (Cologne, Allemagne) |
| 1er août 2015 17H45 |             |                  |          |                                          |

| Colonia Cup       | Stoke City | 0 - 3 | FC Porto                                                  | RheinEnergieStadion (Cologne, Allemagne) |  |
| 2 août 2015 17H45 |            |       | Vincent Aboubakar · Alberto Bueno · Yacine Brahimi (pen.) |                                          |  |

| Match de Présentation | FC Porto | 0 - 0 | SSC Naples | Estádio do Dragão (Porto, Portugal) |                      |
| 8 août 2015 21H30     |          | (0-0) |            | Spectateurs : 48 109                | Spectateurs : 48 109 |

|  |  | - |  |  |  |
|  |  |   |  |  |  |

## Saison régulière

### Championnat

#### Classement
| Rang | Équipe         | Pts | J  | G  | N  | P  | Bp | Bc | Diff |
| ---- | -------------- | --- | -- | -- | -- | -- | -- | -- | ---- |
| 1    | SL Benfica T L | 88  | 34 | 29 | 1  | 4  | 88 | 22 | +66  |
| 2    | Sporting CP S  | 86  | 34 | 27 | 5  | 2  | 79 | 21 | +58  |
| 3    | FC Porto       | 73  | 34 | 23 | 4  | 7  | 67 | 30 | +37  |
| 4    | SC Braga C     | 58  | 34 | 16 | 10 | 8  | 54 | 35 | +19  |
| 5    | Arouca         | 54  | 34 | 13 | 15 | 6  | 47 | 38 | +9   |
| 6    | Rio Ave        | 50  | 34 | 14 | 8  | 12 | 44 | 44 | 0    |
| 7    | P. Ferreira    | 48  | 34 | 13 | 10 | 11 | 43 | 42 | +1   |
| 8    | Estoril        | 47  | 34 | 13 | 8  | 13 | 40 | 41 | -1   |
| 9    | Belenenses     | 41  | 34 | 10 | 11 | 13 | 44 | 66 | -22  |
| 10   | V. Guimarães   | 40  | 34 | 9  | 13 | 12 | 45 | 53 | -8   |
| 11   | Nacional       | 38  | 34 | 10 | 8  | 16 | 40 | 54 | -14  |
| 12   | Moreirense     | 36  | 34 | 9  | 9  | 16 | 38 | 54 | -16  |
| 13   | Marítimo       | 35  | 34 | 10 | 5  | 19 | 45 | 63 | -18  |
| 14   | Boavista       | 33  | 34 | 8  | 9  | 17 | 24 | 41 | -17  |
| 15   | V. Setúbal     | 30  | 34 | 6  | 12 | 16 | 40 | 61 | -21  |
| 16   | Tondela P      | 30  | 34 | 8  | 6  | 20 | 34 | 54 | -20  |
| 17   | U. Madeira P   | 29  | 34 | 7  | 8  | 19 | 27 | 50 | -23  |
| 18   | Académica      | 25  | 34 | 5  | 10 | 19 | 32 | 60 | -28  |

Qualifications européennes
Ligue des champions 2016-2017
- 1er et 2e : Phase de groupes
- 3e : Tour de barrages pour non-champions

Ligue Europa 2016-2017
- C : Phase de groupes
- 4e et 5e  : 3e tour de qualification

Relégations
- 17e et 18e : Relégation en Segunda Liga 2016-2017

Abréviations
T : Tenant du titre 2014-2015 

P : Promus de Segunda Liga 2014-2015 

S : Vainqueur de la Supertaça de Portugal 2015 

C : Vainqueur de la Taça de Portugal 2015-2016 

L : Vainqueur de la Taça da Liga 2015-2016

#### Calendrier de la Liga
| 1re journée        | FC Porto                                       | 3 - 0   | Vitoria Guimarães | Estádio do Dragão                                |                                                  |
| 15 août 2015 21H45 | 8, 61 Vincent Aboubakar · 83e Silvestre Varela | (1 - 0) |                   | Spectateurs : 48 509 Arbitrage : Fabio Verissimo | Spectateurs : 48 509 Arbitrage : Fabio Verissimo |

| 2e journée         | CS Marítimo    | 1 - 1   | FC Porto           | Estádio dos Barreiros                           |                                                 |
| 22 août 2015 21H45 | 5e Edgar Costa | (1 - 1) | 34e Hector Herrera | Spectateurs : 7 200 Arbitrage : Hélder Malheiro | Spectateurs : 7 200 Arbitrage : Hélder Malheiro |

| 3e journée         | FC Porto                          | 2 - 0   | Estoril-Praia | Estádio do Dragão                             |                                               |
| 29 août 2015 19H30 | 7e Vincent Aboubakar · 61e Maicon | (1 - 0) |               | Spectateurs : 40 609 Arbitrage : Duarte Gomes | Spectateurs : 40 609 Arbitrage : Duarte Gomes |

| 4e journée              | FC Arouca    | 1 - 3   | FC Porto                                    | Estadio Municipal de Arouca                 |                                             |
| 12 septembre 2015 21h45 | 83e Maurides | (0 - 1) | 15, 61 Jesús Corona · 71e Vincent Aboubakar | Spectateurs : 3 355 Arbitrage : João Capela | Spectateurs : 3 355 Arbitrage : João Capela |

| 5e journée              | FC Porto        | 1 - 0   | SL Benfica | Estádio do Dragão                                  |                                                    |
| 20 septembre 2015 20h15 | 86e André André | (0 - 0) |            | Spectateurs : 49 209 Arbitrage : Artur Soares Dias | Spectateurs : 49 209 Arbitrage : Artur Soares Dias |

| 6e journée              | Moreirense                           | 2 - 2   | FC Porto                      | Parque de Jogos Comendador Joaquim de Almeida Freitas |                                              |
| 25 septembre 2015 21h30 | 50e Iuri Medeiros · 88e André Fontes | (0 - 1) | 18e Maicon · 79e Jesús Corona | Spectateurs : 4 425 Arbitrage : Vasco Santos          | Spectateurs : 4 425 Arbitrage : Vasco Santos |

| 7e journée           | FC Porto                                                   | 4 - 0   | Os Belenenses | Estádio do Dragão                               |                                                 |
| 4 octobre 2015 19h15 | 53e Jesús Corona · 56e Brahimi · 80e Osvaldo · 88e Marcano | (0 - 0) |               | Spectateurs : 34 109 Arbitrage : Jorge Ferreira | Spectateurs : 34 109 Arbitrage : Jorge Ferreira |

| 8e journée            | FC Porto | 0 - 0   | SC Braga | Estádio do Dragão                                  |                                                    |
| 25 octobre 2015 20H15 |          | (0 - 0) |          | Spectateurs : 40 809 Arbitrage : Artur Soares Dias | Spectateurs : 40 809 Arbitrage : Artur Soares Dias |

| 10e journée     | FC Porto                                 | 2 - 0 | Vitoria Setubal | Estádio do Dragão    |                      |
| 8 novembre 2015 | 70e Vincent Aboubakar · 84e Miguel Layun | (0-0) |                 | Spectateurs : 32 211 | Spectateurs : 32 211 |

| 11e journée      | CD Tondela | 0 - 1 | FC Porto | Estádio João Cardoso |
| 29 novembre 2015 |            |       |          |                      |

| 9e journée      | CF União | 0 - 4 | FC Porto | Campo do Adelino Rodrigues |
| 2 décembre 2015 |          |       |          |                            |

| 12e journée     | FC Porto | 2 - 1 | FC Paços de Ferreira | Estádio do Dragão |
| 6 décembre 2015 |          |       |                      |                   |

| 13e journée      | Clube Desportivo Nacional | - | FC Porto | Stade de Madère |
| 13 décembre 2015 |                           |   |          |                 |

| 14e journée      | FC Porto | - | Académica de Coimbra | Estádio do Dragão |
| 20 décembre 2015 |          |   |                      |                   |

| 15e journée    | Sporting Portugal | - | FC Porto | Estádio Alvalade XXI |
| 2 janvier 2016 |                   |   |          |                      |

| 16e journée    | FC Porto | - | Rio Ave Futebol Clube | Estádio do Dragão |
| 6 janvier 2016 |          |   |                       |                   |

| 17e journée     | Boavista Futebol Clube | - | FC Porto | Stade de Bessa XXI |
| 10 janvier 2016 |                        |   |          |                    |

| 18e journée     | Vitoria Guimarães | - | FC Porto | Stade D. Afonso Henriques |
| 17 janvier 2016 |                   |   |          |                           |

| 19e journée     | FC Porto | - | CS Marítimo | Estádio do Dragão |
| 24 janvier 2016 |          |   |             |                   |

| 20e journée     | Estoril-Praia | - | FC Porto | Stade António Coimbra da Mota |
| 31 janvier 2016 |               |   |          |                               |

| 21e journée    | FC Porto | - | FC Arouca | Estádio do Dragão |
| 7 février 2016 |          |   |           |                   |

| 22e journée     | SL Benfica | - | FC Porto | Estádio da Luz |
| 14 février 2016 |            |   |          |                |

| 23e journée     | FC Porto | - | Moreirense Futebol Clube | Estádio do Dragão |
| 21 février 2016 |          |   |                          |                   |

| 24e journée     | Os Belenenses | - | FC Porto | Stade du Restelo |
| 28 février 2016 |               |   |          |                  |

| 25e journée | SC Braga | - | FC Porto | Estádio Municipal de Braga |
| 6 mars 2016 |          |   |          |                            |

| 26e journée  | FC Porto | - | União Madeira | Estádio do Dragão |
| 13 mars 2016 |          |   |               |                   |

| 27e journée  | Vitoria Setubal | - | FC Porto | Estádio do Bonfim |
| 20 mars 2016 |                 |   |          |                   |

| 28e journée  | FC Porto | - | CD Tondela | Estádio do Dragão |
| 3 avril 2016 |          |   |            |                   |

| 29e journée   | FC Paços de Ferreira | - | FC Porto | Stade de Mata Real |
| 10 avril 2016 |                      |   |          |                    |

| 30e journée   | FC Porto | - | CD Nacional | Estádio do Dragão |
| 17 avril 2016 |          |   |             |                   |

| 31e journée   | Académica de Coimbra | - | FC Porto | Stade municipal de Coimbra |
| 24 avril 2016 |                      |   |          |                            |

| 32e journée   | FC Porto | - | Sporting Portugal | Estádio do Dragão |
| 30 avril 2016 |          |   |                   |                   |

| 33e journée | Rio Ave Futebol Clube | - | FC Porto | Estádio do Rio Ave FC |
| 8 mai 2016  |                       |   |          |                       |

| 34e journée | FC Porto | - | Boavista Futebol Clube | Estádio do Dragão |
| 15 mai 2016 |          |   |                        |                   |

### Ligue des Champions
Avec sa deuxième place en championnat l'an passé (derrière le Benfica Lisbonne), Porto accède directement aux phase de poules de la Ligue des champions.
Pour le tirage au sort, le club se trouvera dans le deuxième chapeau, le chapeau des meilleurs clubs européens non champions (et ni tenant du titre).
Porto figure dans le groupe G de la phase de poules :
| Rang | Équipe              | Pts | J | G | N | P | Bp | Bc | Diff |  | Résultats (▼ dom., ► ext.) |     |     |     |     |
| ---- | ------------------- | --- | - | - | - | - | -- | -- | ---- |  | -------------------------- | --- | --- | --- | --- |
| 1    | Chelsea FC          | 13  | 6 | 4 | 1 | 1 | 13 | 3  | +10  |  | Chelsea FC                 |     | 2-1 | 2-0 | 4-0 |
| 2    | Dynamo Kiev         | 11  | 6 | 3 | 2 | 1 | 8  | 4  | +4   |  | Dynamo Kiev                | 0-0 |     | 2-2 | 1-0 |
| 3    | FC Porto            | 10  | 6 | 3 | 1 | 2 | 9  | 8  | +1   |  | FC Porto                   | 2-1 | 0-2 |     | 2-0 |
| 4    | Maccabi Tel-Aviv FC | 0   | 6 | 0 | 0 | 6 | 1  | 16 | -15  |  | Maccabi Tel-Aviv FC        | 0-4 | 0-2 | 1-3 |     |

| 1re journée             | Dynamo Kiev                             | 2 - 2   | FC Porto        | Stade olympique de Kiev                      |                                              |
| 16 septembre 2015 20h45 | 20e Oleh Husyev · 89e Vitaliy Buyalskyi | (1 - 1) | 23, 81Aboubakar | Spectateurs : 52 369 Arbitrage : Felix Brych | Spectateurs : 52 369 Arbitrage : Felix Brych |

| 2e journée              | FC Porto                     | 2 - 1   | Chelsea FC    | Estádio do Dragão                              |                                                |
| 29 septembre 2015 20h45 | 39e André André · 52e Maicon | (1 - 1) | 45+2e Willian | Spectateurs : 46 120 Arbitrage : Antonio Mateu | Spectateurs : 46 120 Arbitrage : Antonio Mateu |

| 3e journée            | FC Porto                    | 2 - 0   | Maccabi Tel-Aviv FC | Estádio do Dragão                               |                                                 |
| 20 octobre 2015 20h45 | 37e Aboubakar · 41e Brahimi | (2 - 0) |                     | Spectateurs : 35 209 Arbitrage : Clément Turpin | Spectateurs : 35 209 Arbitrage : Clément Turpin |

| 4e journée            | Maccabi Tel-Aviv FC | 1 - 3   | FC Porto                                         | Stade Sammy Ofer     |                      |
| 4 novembre 2015 20h45 | 75e Eran Zahavi     | (0 - 1) | 19e Cristian Tello · 49e André André · 72e Layún | Spectateurs : 26 646 | Spectateurs : 26 646 |

| 5e journée             | FC Porto | 0 - 2   | Dynamo Kiev                          | Estádio do Dragão    |                      |
| 24 novembre 2015 20h45 |          | (0 - 1) | 35e (pen.) Yarmolenko · 64e González | Spectateurs : 31 220 | Spectateurs : 31 220 |

| 6e journée            | Chelsea FC                      | 2 - 0   | FC Porto | Stamford Bridge      |                      |
| 9 décembre 2015 20h45 | 12e (csc) Marcano · 52e Willian | (1 - 0) |          | Spectateurs : 41 096 | Spectateurs : 41 096 |

### Ligue Europa
Troisième de sa poule en Ligue des championnats, Porto est reversé en Ligue Europa où il accède à la phase finale.
Il affronte le club allemand du Borussia Dortmund, non qualifié en Ligue des champions, et qui a terminé deuxième de sa poule lors de la phase de groupes.
| 18 février 2016 | Borussia Dortmund      | 2 - 0   | FC Porto | Signal Iduna Park, Dortmund                 |                                             |
| 19h00 CET       | Piszczek 6e · Reus 71e | (1 - 0) |          | Spectateurs : 65 851 Arbitrage : Luca Banti | Spectateurs : 65 851 Arbitrage : Luca Banti |
| 19h00 CET       | Rapport                |         |          | Spectateurs : 65 851 Arbitrage : Luca Banti | Spectateurs : 65 851 Arbitrage : Luca Banti |

| 25 février 2016 | FC Porto | 0 - 1   | Borussia Dortmund  | Estádio do Dragão, Porto                          |                                                   |
| 21h05 CET       |          | (0 - 1) | 23e (csc) Casillas | Spectateurs : 32 707 Arbitrage : Mark Clattenburg | Spectateurs : 32 707 Arbitrage : Mark Clattenburg |
| 21h05 CET       | Rapport  |         |                    | Spectateurs : 32 707 Arbitrage : Mark Clattenburg | Spectateurs : 32 707 Arbitrage : Mark Clattenburg |

## Coupes nationales

### Coupe du Portugal
| 3e tour               | Varzim | 0 - 2   | FC Porto                             | Estádio do Varzim SC                            |                                                 |
| 17 octobre 2015 21h15 |        | (0 - 1) | 20e Cristian Tello · 90e André André | Spectateurs : 7 000 Arbitrage : Manuel Oliveira | Spectateurs : 7 000 Arbitrage : Manuel Oliveira |

| 4e tour          | SC Angrense | 0 - 2 | FC Porto       | Estadio Municipal de Angra do Heroismo |                     |
| 21 novembre 2015 |             |       | 14e, 40e Bueno | Spectateurs : 4 639                    | Spectateurs : 4 639 |

| 5e tour          | CD Feirense | 0 - 1 | FC Porto      | Estádio Marcolino de Castro |                     |
| 16 décembre 2015 |             |       | 10e Aboubakar | Spectateurs : 4 639         | Spectateurs : 4 639 |

| Quart de finale | Boavista FC | 0 - 1 | FC Porto    | Estádio do Bessa    |                     |
| 13 janvier 2016 |             |       | 24e Brahimi | Spectateurs : 6 234 | Spectateurs : 6 234 |

| Demi-finale    | Gil Vicente FC | 0 - 3 | FC Porto                                                 | Estádio Cidade de Barcelos |                     |
| 3 février 2016 |                |       | 45e Rúben Neves · 59e Suk Hyun-jun · 70e Sérgio Oliveira | Spectateurs : 4 092        | Spectateurs : 4 092 |

| Finale      | FC Porto            | 2 - 2 ap | SC Braga                  | Estádio Nacional do Jamor |  |
| 22 mai 2016 | André Silva 61e 90e | (0 - 2)  | 12e Rui Fonte · 58e Josué |                           |  |
| 22 mai 2016 | Tirs au but 2 - 4   |          |                           |                           |  |

### Coupe de la ligue
Le club portugais est directement qualifié au 3e tour de la coupe de la ligue. Ce troisième tour est un mini-championnat en trois rencontres qui a lieu le 30 décembre 2015, le 20 janvier et le 27 janvier 2016.
Troisième tour
| Pos. | Equipe       | J | V | N | D | BP | BC | Df | Pts |
| ---- | ------------ | - | - | - | - | -- | -- | -- | --- |
| 1    | CS Maritimo  | 3 | 2 | 0 | 1 | 0  | 7  | 3  | 7   |
| 2    | CD Feirense  | 3 | 2 | 0 | 1 | 0  | 5  | 4  | 6   |
| 3    | FC Famalicão | 3 | 1 | 1 | 1 | 0  | 1  | 1  | 4   |
| 4    | FC Porto     | 3 | 0 | 0 | 3 | 0  | 1  | 6  | 0   |

### Statistiques
MAJ:21/10/15
| Statistiques du club                       |                                       |                          |
| Record                                     | Face à                                | Score                    |
| Plus grande Victoire                       | Belenenses                            | 4-0                      |
| Plus grande défaite                        | --                                    | -                        |
| Match le plus prolifique                   | Belenenses                            | 4-0                      |
| Plus grande période d'invincibilité (buts) | Chelsea Maccabi Tel-Aviv FC           | 315 minutes              |
| Plus grande série d'invincibilité (matchs) | Vitoria Guimarães Maccabi Tel-Aviv FC | 11 matches               |
| Plus grande influence                      | Dynamo Kiev                           | 52 369 supporters        |
| Statistiques des joueurs                   |                                       |                          |
| Record                                     | Joueur                                | Score                    |
| Meilleur buteur                            | Aboubakar                             | 7 buts                   |
| Meilleur joueur                            | --                                    | - fois "Joueur du match" |
| Meilleur gardien                           | Casillas                              | 0.7 buts pris/match      |